# LIVES
『LIVES』（ライヴス）は、日本のシンガーソングライター・寺岡呼人の9枚目のオリジナルアルバム。2006年11月22日にトイズファクトリーより発売された。

## 音楽性
テーマは「絆」「人生」「命」。バンドサウンドを意識したアルバムとなっている。
「スーパースター」「アイデア」「BOYS & GIRLS」「アイランド」「born to loose 〜生まれながらの負け犬〜」「エンドロール」の6曲では、Mr.Childrenの鈴木英哉がドラムで参加している。鈴木は同年に寺岡呼人がプロデュースしたミドリカワ書房のミニアルバム『家族ゲーム』の収録曲「母さん」でドラムを担当しており、寺岡はその時の感触が良かったため本作でも依頼したという。

## リリース・プロモーション
通常盤のみの1形態で発売。紙ジャケット仕様となっている。前作『BUTTERFLY』より1年8か月ぶりとなるオリジナルアルバム。
本作のアートディレクターは藤川コウが担当。
本作発売翌年の2007年1月に、名古屋・大阪・東京でライブツアー『YOHITO TERAOKA TOUR 2007 "LIVES"』を開催した。

## 収録曲
- 全作詞・作曲・編曲：寺岡呼人（#8, #9除く） / プロデュース：寺岡呼人

1. スーパースター [4:50]
自身が30代後半になり、同世代の友人達を見て書いた楽曲。寺岡は「僕はどこかで“自分はやりたいことをやれてる人間”という意識があった。それが最近になって“あっ、そうじゃないな”って。みんな、達成感のある仕事をやってたりして、昔の夢は形を変えて生き甲斐となってる。〔中略〕そう気づいた時に、まわりの人のことがポン! と歌になった」と語っている[5]。浜田省吾の楽曲「I am a father」にも影響を受けたという[6]。
ミュージック・ビデオが制作されている[7]。
ベスト・アルバム『MASTER PIECE』『MASTER PIECE -maverick- Best of 30 Years』にも収録された。
2. 大人 [5:16]
アルバムレコーディングの最後に出来た楽曲[5]。
寺岡がプロデュースするユニット・ゆずのアルバム『リボン』収録曲「もうすぐ30才」のアンサーソング[8]。
ベスト・アルバム『MASTER PIECE』『MASTER PIECE -maverick- Best of 30 Years』にも収録された。
3. アイデア [3:20]
4. BOYS & GIRLS [4:23]
5. 君に出逢えてよかった 〜many rivers to cross〜 [5:18]
6. アイランド [4:09]
7. born to loose 〜生まれながらの負け犬〜 [2:59]
8. カメレオン [3:31]
  - 作詞・作曲：寺岡呼人 / 編曲：寺岡呼人・藤井一彦
9. hello, again [5:17]
  - 作詞・作曲：大江千里 / 編曲：寺岡呼人
10. エベレスト [4:03]
JUN SKY WALKER(S)の小林雅之がドラム、コーラスで参加している。
11. エンドロール [6:06]
映画『ニュー・シネマ・パラダイス』のラストシーンをイメージしたという[9]。
ドラムを担当したMr.Childrenの鈴木英哉は、本楽曲のレコーディング中涙が止まらなかったとのこと[4]。
ベスト・アルバム『MASTER PIECE』『MASTER PIECE -maverick- Best of 30 Years』にも収録された。

## 参加ミュージシャン
- 鈴木英哉 (from MR.CHILDREN)：Drums (#1, #3, #4, #6, #7, #11)
- 小田原豊：Drums (#2, #8), Cowbell (#8)
- 林立夫：Drums (#9)
- 小林雅之：Drums (#10), Chorus (#10)
- 檀上尚居：Shaker (#8), Sleigh Bell (#9)
- 寺岡呼人：Bass (#1, #3, #6 - #8, #10), E. Guitar (#1 - #3, #6, #7, #10, #11), A. Guitar (#2, #9, #11)
- 高水健司：Bass (#2, #9, #11)
- 松原秀樹：Bass (#4, #5)
- 秋山浩徳：E. Guitar (#1, #4, #5)
- 藤井一彦 (from THE GROOVERS)：E. Guitar (#6, #8), Chorus (#8)
- 松原正樹：E. Guitar (#9)
- 上杉洋史：Piano (#1, #2, #4, #5, #10, #11), Synth (#1, #2, #4, #5, #9, #11)
- リクオ：Piano (#7, #8)
- 大江千里：Piano (#9)
- FCロデオ：Hand Clap (#3, #7), Chorus (#4, #10, #11)
  - ビックスモールン (ゴン、チロ)、岸学 (どきどきキャンプ)、谷+1。、星飛雄馬 (モンキーチャック)、藪塩 (塩田、薮内)、佐伯昇、岡本竜、トモくん、大橋くん、春茂さん、影山